# Marócsa
Marócsa (kroatisch Marača oder Maroč) ist eine ungarische Gemeinde im Kreis Sellye im Komitat Baranya.

## Geografische Lage
Marócsa liegt ungefähr vier Kilometer nordwestlich der Stadt Sellye. Nachbargemeinden sind Kákics und Endrőc.

## Sehenswürdigkeiten
- Reformierte Kirche, erbaut 1869
- Weltkriegsdenkmal (I. és II. világháborús emlékmű), vor der Kirche

## Verkehr
Marócsa ist nur über die Nebenstraße Nr. 58153 zu erreichen. Der nächstgelegene Bahnhof befindet sich dreieinhalb Kilometer südöstlich in Kákics.